# Maumelle, Arkansas
Maumelle är en stad (city) i Pulaski County, i delstaten Arkansas, USA. Enligt United States Census Bureau har staden en folkmängd på 17 325 invånare (2011) och en landarea på 31,2 km².